# Specialpædagogik
Specialpædagogik er pædagogisk viden og praksis om læring, opdragelse, dannelse og undervisning for mennesker med funktionsnedsættelse som fx fysiske handicaps, ordblindhed og psykisk sygdom. Det kan for eksempel være specialundervisning eller hjælpemidler. Der tales også om inkluderende pædagogik. På engelsk bruges betegnelsen special education.

## Hovedtræk og historie
Specialpædagogik henviser til undervisning og pædagogiske tilgange designet til at imødekomme behovene hos personer med særlige udfordringer eller forudsætninger, såsom fysiske eller kognitive handicap. Formålet er at tilbyde tilpasset støtte og undervisning for at fremme læring og udvikling inden for disse grupper.
Området har været en del af pædagogikken langt tilbage, helt siden oplysningstiden i det 18. århundrede. Før det var der ikke særlig bevågenhed omkring personer med handicap i pædagogikken, og de blev ofte betragtet som dumme. Det var dog især efter anden verdenskrig, at der for alvor kom forøget fokus på at udvikle særlig viden og praksis for at skabe læring, dannelse og udvikling for mennesker med funktionsnedsættelse.

## Forskning
Der foregår både omfattende forskning i specialpædagogik internationalt og i Danmark. Forskningen understøtter, at børn, unge og voksne med funktionsnedsættelse kan få speciel læring, undervisning og uddannelse. Niels Egelund og Susan Tetler var i mange år professorer i specialpædagogik ved Danmarks Institut for Pædagogik og Uddannelse. På denne institution foregår der stadig vigtig forskning i specialpædagogik. Forskningen indebærer også emnet inklusion, både i forskning og praksis. Andre danske forskere på området er blandt andre Lotte Hedegaard-Sørensen, Inge Bryderup, Søren Langager og Henrik Skovlund.

## Specialpædagogik i Danmark
Danmark har en omfattende tradition for specialpædagogik, der findes på alle planer fra børnehave og skole til universiteter. Førhen foregik det meste specialpædagogik på særlige institutioner og afdelinger inden for pædagogik og uddannelse, men de senere år er der kommet forøget fokus på inklusion af personer med funktionsnedsættelse i det ordinære skole- og uddannelsessystem. I Danmark findes blandt andet Danmarks Specialpædagogiske Forening og Specialpædagogik - tidsskrift for specialpædagogik og inklusion. Der udbydes en 2-årig diplomuddannelse i specialpædagogik, som fokuserer på forebyggelse og inklusion. Uddannelsen udbydes blandt andet på VIA og UCL.
Der er særligt fokus på specialpædagogik i læreruddannelsen, omend begrænset. Jørgen Chistiansen og Brian Degn Mårtensson har blandt andet redigeret bogen Specialpædagogik i læreruddannelsen fra 2016.
På uddannelsesområdet findes SPS, som betyder specialpædagogisk støtte, der tilbydes af SU styrelsen. Det kan for eksempel dreje sig om hjælpemidler eller lektiehjælp til studerende med funktionsnedsættelser på blandt andet videregående uddannelser. I 1997 grundlagdes et særligt studiecenter for synshandicappede, der blev til Rådgivnings- og Støttecentret ved Aarhus Universitet. Herunder startede i 2004 pædagogisk psykologisk uddannelsesrådgivning til studerende med psykisk handicap.
Der er skrevet mange bøger på dansk om specialpædagogik. De senere år har Lotte Hedegaard-Sørensen for eksempel udgivet en lang række bøger om emnet.
De senere år er der både kommet forøget fokus på livsvejledning, eksistentiel vejledning og filosofisk vejledning til personer med funktionsnedsættelse samt også på karrierevejledning for studerende med handicap. Formålet er blandt andet at fremme muligheden for meningsfulde liv.